# Colletotrichum capsici
Colletotrichum capsici är en svampart som först beskrevs av Syd. & P. Syd., och fick sitt nu gällande namn av E.J. Butler & Bisby 1931. Colletotrichum capsici ingår i släktet Colletotrichum och familjen Glomerellaceae.  Utöver nominatformen finns också underarten cyamopsidicola.